# Welfreighter
Der Welfreighter war ein britisches Kleinst-U-Boot. Es wurde während des Zweiten Weltkrieges für die hinter feindlichen Linien operierende Special Operations Executive, eine Spezialeinheit des britischen Auslandsgeheimdienstes Secret Intelligence Service, entwickelt.

## Konzeption
Der Erfolg der X-Craft Boote beeinflusste die Entwicklung einer nachrichtendienstlichen Spezialeinheit. Daraufhin wurden zwei Prototypen gebaut und erprobt. In die Serienproduktion ging es beim südenglischen Fahrzeughersteller Shelvoke & Drewry Ltd. in Letchworth. Hier wurden ca. 100 Einheiten dieses Typs gebaut.
Das Boot diente für Aufklärungszwecke oder um Seewege zu verminen. Agenten konnten damit hinter feindlichen Linien abgesetzt oder versorgt werden. Ebenso war geplant deutsche Häfen damit zu verminen. Die hierfür notwendige Mine war allerdings mit einem Gewicht von ca. 100 kg zu schwer und hätte das Boot zu stark vertrimmt.
Die Boote sollten in der Nacht über Wasser in ihre Einsatzgebiete fahren und nur auf der letzten Strecke tauchen. Bei Erreichen des Zielpunktes sollte es kurz auftauchen und Agenten absetzen, die dann an Land schwimmen konnten. Ausrüstung konnten diese in wasserdichten Behältern transportieren. Danach zog sich das Boot getaucht aufs Meer zurück und sollte warten, um die Abgesetzten später wieder an Bord zu nehmen und mit ihnen zu einem Stützpunkt oder einem Schiff zurückzukehren.
Ursprünglich war geplant innerhalb von 7 Tagen ein komplettes Boot zusammen zu bauen. Hierfür sollten alle Komponenten von Leitungen für die Elektrik, die Druckluft sowie Wasser- und Ölleitungen mit den dazugehörigen Motoren, Pumpen und Messgeräten vorgefertigt werden, um sie dann zusammen zu bauen und zu testen.
Als Besatzung waren zwei Mann vorgesehen. Das Boot hatte Platz für weitere vier Passagiere und ca. 1 t Ausrüstung, die es in wasserdichten Behältern transportierte.

## Technik
Für den Antrieb über Wasser hatte das Boot einen 44 PS starken Omnibus-Dieselmotor, nach anderen Quellen einen 50 PS starken Motor von Paxman, mit dem eine Höchstgeschwindigkeit von 7 kn und eine Reichweite von ca. 900 NM erreicht wurden. Mit Zusatztanks konnte die Reichweite bis zu 1400 NM betragen, was aber den möglichen Umfang von Ausrüstung verringerte. Unter Wasser kamen zwei Elektromotoren mit jeweils 2 PS zum Einsatz. Damit erreichte das Boot eine Geschwindigkeit von 2 bis 3 kn. Seine Tauchtiefe betrug ca. 40 Meter.

## Einsatz und Verbleib
In Europa wurden diese Boote nicht mehr eingesetzt, da sich die Niederlage des deutschen Reiches schon abzeichnete. Bis Juni 1944 waren ca. 40 Boote fertiggestellt, von denen aber nur wenige nach Australien in die Stadt Fremantle verlegt wurden. Dort wurden Probefahrten durchgeführt. Zu einem Einsatz dieser Boote kam es nicht mehr.
Heute gibt es kein bekanntes vollständiges Boot mehr.